# Oscar Freire (metropolitana di San Paolo)
Oscar Freire è una stazione della linea 4 della metropolitana di San Paolo. Si trova sotto l'incrocio tra rua Oscar Freire e avenida Rebouças, nel quartiere di Jardim Paulista.

## Storia
La sua apertura era inizialmente prevista per il 2014, tuttavia, una serie di ritardi e interruzioni, hanno fatto allungare il tempo di consegna. È stata infine inaugurata il 4 aprile 2018.

## Interscambi
Nelle vicinanze della stazione effettuano fermata diverse linee di autobus urbani e interurbani.
- Fermata autobus

## Servizi
La stazione dispone di:
- Accessibilità per portatori di handicap
- Ascensori
- Scale mobili
- Biglietteria a sportello
- Biglietteria automatica